# Модифікований чавун
Модифіко́ваний чаву́н (англ. modified cast iron) — чавун, структура і властивості якого змінені спеціальною (модифікуючою) обробкою в рідкому та (або) твердому стані звичайно з використанням хімічних реагентів (модифікаторів) та рідко з використанням вібрацій, вакууму, високого тиску, електромагнітних полів та інших зовнішніх впливів. До модифікованих належать високоміцні чавуни, ковкі чавуни (їх обробляють, щоб скоротити тривалість відпалу), деякі жаростійкі чавуни, сірі чавуни і чавуни антифрикційні.

## Модифікатори чавуну
Модифікатори інокулюючої дії (феросиліцій, силікокальцій, алюміній, сплави титану, цирконію, барію, деяких лантаноїдів) знижують у чавуні вміст кремнію і вуглецю без появи вибілювання, подрібнюють графіт, в результаті чого в чавуні збільшується кількість перлітної фази та поліпшуються механічні властивості.
Введення Sn, Pb, Р, Sb, N сприяє отриманню перлітних сірих чавунів. Уведення Bi і зростання вмісту S сприяють вибілюванню чавунів. У ковкому чавуні деякі модифікатори зв'язують шкідливі домішки, як азот (у вигляді AlN, BN) і хром (у вигляді атомних сегрегацій типу Sb2Cr3).
Деякі модифікатори (магній, ітрій, більшість лантаноїдів) при певних їх дозах сприяють утворенню виділень графіту округлої форми. Кулясті виділення графіту в найменшій мірі послаблюють металічну матрицю, що сприяє підвищенню механічних властивостей чавуну, який має перлітну або бейнітну структуру, наближаючи його властивості до властивостей вуглецевих сталей: зростають міцність, пластичність і в'язкість матеріалу.

## Одержання
Існує кілька способів модифікування чавуну. Один з основних способів — на жолобі печі, коли модифікатори насипають на рідкий чавун, що по жолобу стікає з печі у чавуновозний ківш. Процес модифікування провадять також у автоклавах, у спеціальних ковшах, вдуванням, у ливникових системах ливарних форм. Модифікатори вводять також через лігатури або солі. При одержанні модифікованого чавуну, поряд з модифікуванням, застосовують легування, додають в шихту сталевий брухт тощо.

## Застосування
Виливками з модифікованого чавуну іноді замінюють сталеві виливки і поковки. При одержанні модифікованого чавуну, поряд з модифікуванням, застосовують легування, додають в шихту сталевий брухт тощо. З модифікованого чавуну виготовляють вироби підвищеної міцності, а також вироби, що зазнають значних навантажень: колінчасті вали, деталі турбін тощо.